# São João da Urtiga

São João da Urtiga.

São João da Urtiga es un municipio brasileño del estado de Rio Grande do Sul.
Se encuentra ubicado a una latitud de 27º49'13" Sur y una longitud de 51º49'39" Oeste, estando a una altitud de 745 metros sobre el nivel del mar. Su población estimada para el año 2004 era de 4.784 habitantes.
Ocupa una superficie de 171,32 km².
- Datos: Q1786488
- Multimedia: São João da Urtiga / Q1786488